# Jevfimi Poetjatin

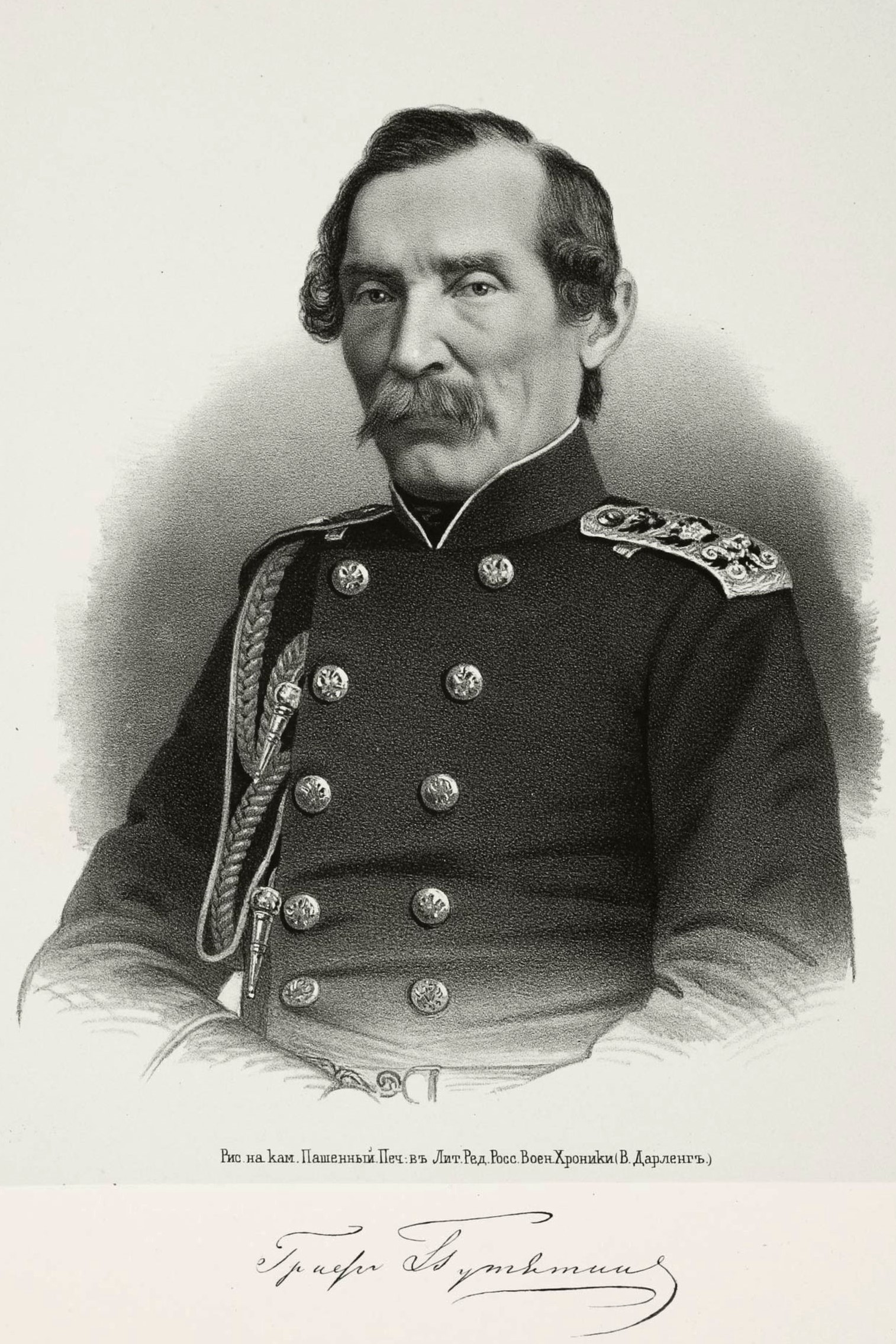
Jevfimi Poetjatin (1803-1883)

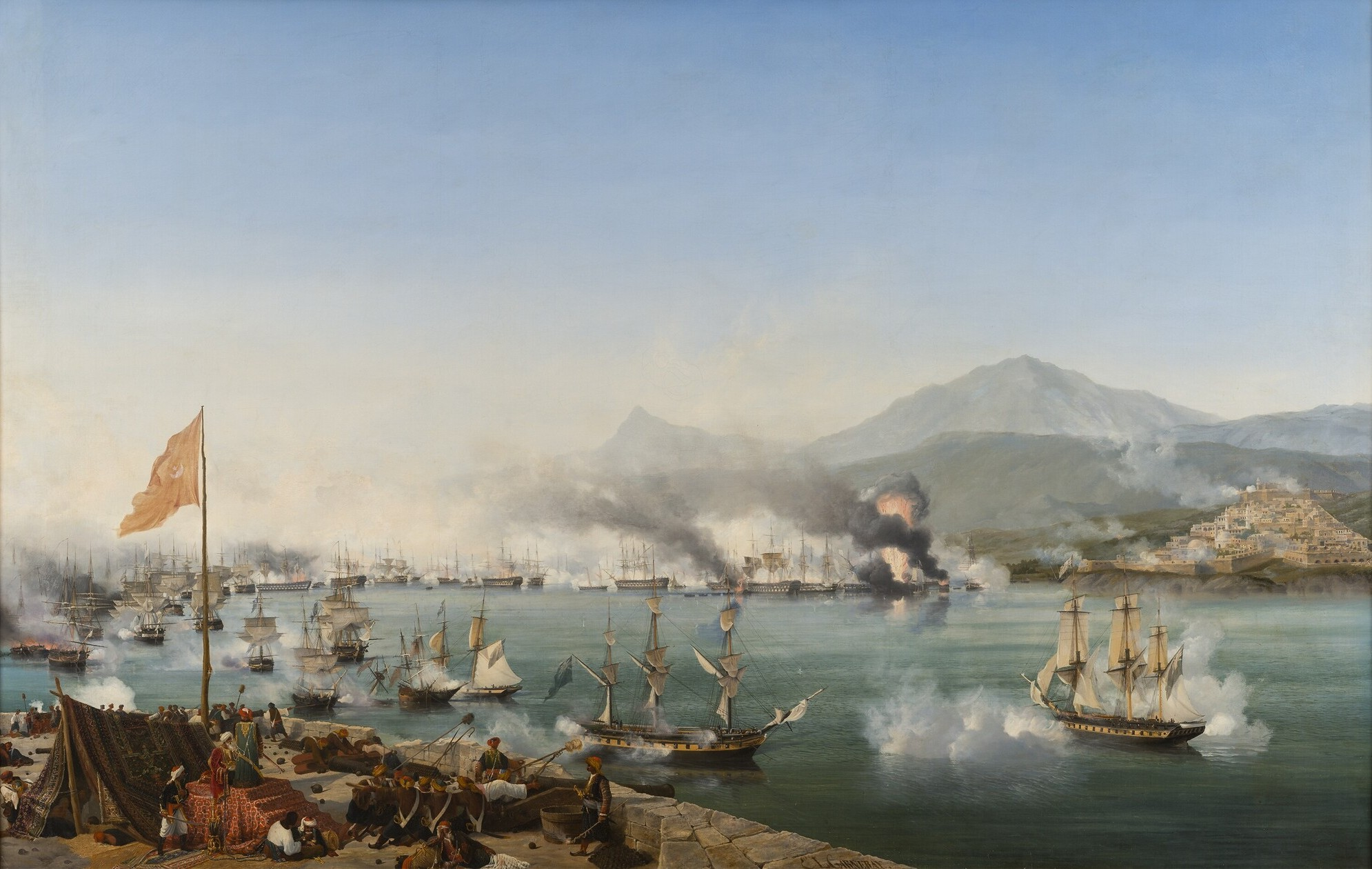
De Zeeslag bij Navarino, schilderij door Carneray

Jevfimi Vasiljevitsj Poetjatin (Russisch: Евфимий Васильевич Путятин) (Sint-Petersburg, 20 november 1803 – Parijs, 28 oktober 1883) was viceadmiraal van de Russische Keizerlijke Vloot toen hij met zijn eskader in opdracht van tsaar Nicolaas I op 21 augustus 1853 in het geïsoleerde Japan (nihon 日本) aanmeerde. Zijn missie bestond eruit een Russisch-Japans verdrag inzake handel en staatsgrenzen te verkrijgen.

## Loopbaan
Poetjatin wordt geboren 20 november 1803. Zijn militaire carrière begint met zijn studie aan de marine militaire school van Tsaristisch Rusland. Nadien zal hij aan het hoofd staan van menig zeeslagen en expedities. Zo onderneemt Poetjatin van 1822 tot 1825 een verkenningstocht rond de Noord-Amerikaanse kust onder het commando van Michail Lazarev.
In 1827 neemt hij deel aan de Russische interventie bij de Slag bij Navarino tijdens de Griekse Onafhankelijkheidsoorlog. De laatste grote zeeslag van de geschiedenis die enkel met zeilschepen werd gevoerd. Vervolgens staat die van 1838 tot 1839 aan het hoofd van een fregat met doel de Perzische blokkade van de Russische handel rond de Kaspische Zee en Perzië ongedaan te maken. Hij bezet meerdere kapen in de Kaspische Zee en geraakt zelfs gewond. Toch slaagt hij in zijn missie en keert zegevierend terug naar Sint-Petersburg. Daar wordt hij geïntroduceerd in het politieke en diplomatieke leven. Zo zit hij bijvoorbeeld in Sint-Petersburg een commissie voor die de strategische plaatsen bepaalt voor het bouwen van nieuwe schepen. In 1852 beslist het opperbevel dat niemand anders dan Poetjatin de geschikte kandidaat is om het seclusieve Japan van een vriendschapsakkoord met Rusland te overtuigen.
Met het Verdrag van Shimoda van 1855 verkrijgt hij de opening van Japanse havens voor Rusland en vrije handel. Verder reist hij ook naar andere landen in Azië, waaronder China. Nieuwe ontwikkelingen omstreeks 1858 in het Verre Oosten zetten de Russische regering ertoe aan Poetjatin opnieuw richting de regio te sturen. Hij sluit een handelsverdrag af met Japan en ook een verdrag met China dat de Russen de vrijheid gaf zich in China te begeven. Ook de Chinese havens werden opengesteld voor handel. Nadien zal Poetjatin een minder militaire rol spelen, maar een meer diplomatieke. Van 1858 tot 1861 is hij onder meer marine vertegenwoordiger op de Russische ambassade in Londen en wordt hij in Rusland in 1861 benoemd tot Minister van Onderwijs. Na 5 maanden stapt hij al gauw over naar de adviesraad van de Tsaristische regering. Zijn band met Japan zal echter tot voorbij zijn dood blijven bestaan. Zijn dochter Olga wordt deken van de Russisch-orthodoxe Kerk van Japan in het sterftejaar van Poetjatin. Tot op de dag van vandaag wordt zijn bezoek aan Japan levende gehouden door monumenten, musea en feestgelegenheden.

## Divers
- Poetjatin is tevens een eiland vernoemd naar deze Russische viceadmiraal in de Peter de Grote-baai bij Vladivostok, gelegen aan de Japanse Zee.
- Путятин wordt in het Engels veelal als Putyatin maar ook als Putiatin en Putjatin vertaald.